# یونگسیله
یونگسیله (به سوئدی: Ljungskile) یک منطقهٔ مسکونی در سوئد است که در بخش اودوالا واقع شده‌است. یونگسیله ۳٫۶۰ کیلومتر مربع مساحت و ۳٬۳۷۵ نفر جمعیت دارد.